# Javier Ortega Smith
Pour les articles homonymes, voir Smith.
Francisco Javier Ortega Smith-Molina, né le 28 août 1968 à Madrid, est un avocat et homme politique espagnol. Il est le secrétaire général du parti d'extrême droite Vox.

## Biographie
Fils et petit-fils d'avocats proches du régime franquiste, Javier Ortega Smith est né à Madrid d'un père espagnol et d'une mère argentine. Il détient la double nationalité. Ses trois frères ont fait carrière dans les affaires, devenant propriétaires d'entreprises. Il est cousin de Juan Chicharro Ortega, général de réserve et directeur de la Fondation nationale Francisco Franco.
Il obtient une licence en Droit à l'Université d'Alcalá de Henares et est diplômé de l'École de Pratiques Juridiques ICAI-ICADE (Escuela de Prácticas Jurídicas del ICAI-ICADE).
Il effectue le service militaire obligatoire à la base militaire de San Pedro, Colmenar Viejo.

### Parcours politique
Il collabore à la fin des années 1980 à la revue Así, éditée par la Falange Española de las JONS. Il y exalte la figure de José Antonio Primo de Rivera et glorifie le parti de la Falange des années 1930.
Il est candidat aux élections européennes de 1994 sur la liste du Foro-CDS.
Depuis le 20 septembre 2014, il est secrétaire général du parti Vox.
Lors du procès des leaders indépendantistes catalans qui débute le 12 février 2019, Javier Ortega Smith exerce l'accusation populaire au nom de Vox.
En 2e position sur la liste du parti Vox menée par Santiago Abascal dans la circonscription de Madrid pour les élections générales de 2019, il est élu député. Il est réélu lors des élections générales anticipées du 10 novembre 2019 pour la XIVe législature.
Il s'oppose à Santiago Abascal au sein de Vox. Celui-ci est intervenu afin d’évincer des partisans de son rival de la direction de sections provinciales du parti. Il est finalement démis en novembre 2022 de sa position de secrétaire général de Vox

#### Prise de position
Javier Ortega Smith est un militariste convaincu. Il soutient que l'histoire de l'Espagne est « inextricablement liée à l'épée et à la croix ». Dans un discours donné en 2018, il loue le « rôle prépondérant » des forces espagnoles lors la bataille de Lépante en 1571, qu'il voit comme une victoire sur la « barbarie » (l'Empire ottoman).
Il défend la mémoire de José Antonio Primo de Rivera, le fondateur du parti phalangiste, qu'il décrit comme « l'un des grands hommes de l'histoire ». En octobre 2019, il provoque une polémique en accusant Las Trece Rosas (treize jeunes femmes exécutées par le régime franquiste en aout 1939), d'avoir été des « tortionnaires », des « meurtrières » et des « violeuses ». Le régime franquiste lui-même les accusant seulement d'avoir défendu la république espagnole lors de la guerre civile. Il défend certains aspects de la junte militaire d'Argentine lors d'une conférence donnée à Buenos Aires en août 2019.
Il est opposé au droit à l'avortement. Il lui a été reproché de banaliser les violences conjugales. Il fustige les immigrants comme étant « porteurs de graves maladies infectieuses ».
Il organise en 2012 des manifestations devant l’ambassade de l'Argentine contre la présidente Cristina Fernández de Kirchner, qu'il accuse de soutenir le Venezuela et l'Iran, et appelle à l'expulsion de l'Argentine du G20. Il défend des positions pro-israéliennes.